# Propsephus maynei
Propsephus maynei là một loài bọ cánh cứng trong họ Elateridae. Loài này được Basilewsky miêu tả khoa học năm 1958.